# Кунина, Екатерина
Екатерина Кунина (род. 16 марта 2006) — израильская синхронистка.

## Карьера
Екатерина Кунина является членом сборной Израиля по синхронному плаванию.
На Европейских играх 2023 года в Кракове она завоевала золотую медаль в командном свободном комбинационном упражнении и бронзовую медаль в командном свободном упражнении.
На Чемпионате Европы по водным видам спорта 2025 года в Фуншале она выиграла бронзовую медаль в командном свободном упражнении.

## Достижения

### Чемпионат Европы
- Фуншал 2025: Бронза — Команда, свободная программа

### Европейские игры
- Краков 2023: Золото — Команда, свободная комбинация
- Краков 2023: Бронза — Команда, свободная программа

### Кубок мира
- 4 подиума: 1 победа (1 в командных соревнованиях), 1 второе место (1 в командных соревнованиях), 2 третьих места (2 в командных соревнованиях).

#### Победы на Кубке мира
- 3 июня 2023, Овьедо, Испания: Команда, свободная программа

---